# Franz Pompejus
Franz Pompejus (* vor 1790; † 28. Mai 1811 in Glatz) war ein deutscher Verleger, Drucker und Buchhändler in Glatz.

## Leben
Franz Pompejus, der aus Schlesien stammte, erwarb im Jahre 1790 die sich im wirtschaftlichen Niedergang befindliche Glatzer Buchdruckerei seines Schwiegervaters Joseph Teichmann. Um sie wieder emporzubringen, erwarb er u. a. drei weitere Pressen. Außerdem gründete er eine eigene Gießerei, mit der er verschiedene Buchstaben und Schriften herstellen konnte. Die von ihm gedruckten Werke fanden große Anerkennung. 1799 druckte er ein Andachtsbuch in tschechischer Sprache mit frommen Liedern für den Besuch der Wallfahrtsstätten in Albendorf.

### Nachfolge durch „Pompejus Erben“
Nach dem Tod des Franz Pompejus 1811 führte seine Witwe Theresia, geb. Teichmann zusammen mit dem Vormund des ältesten Sohnes Franz August die Druckerei bis zu dessen Volljährigkeit weiter. Dieser übernahm sie am 29. September 1817. Besondere Verdienste um die Geschichte der Grafschaft Glatz erwarb sich Franz August Pompejus mit dem Druck der mehrbändigen „Chroniken der Grafschaft Glatz“ von Joseph Kögler. Bis Ende der 1840er Jahre verlegte er auch den Kalender „Der Wanderer“, der mit einer jährlichen Auflage von bis zu 24.000 Exemplaren erschien. 1840 verfasste Franz August Pompejus die „Denkschrift am 400. Jubel-Jahrestage der Erfindung der Buchdrucker-Kunst und dem Fünfzigsten der Glätzer Offizin in der Familie Pompejus“. In ihr werden die Namen der vierzehn Mitarbeiter der Pompejus'schen Stein- und Kupferdruckerei sowie der Buchhandlung mitgeteilt. Enthalten sind auch kurze Notizen über die ehemaligen Glatzer Buchdrucker. 1917 befand sich die Denkschrift in der Königlichen und Universitätsbibliothek Breslau.
Franz August Pompejus besaß die Druckerei bis 1868. Ihm folgte sein Sohn Otto Pompejus, der sie jedoch schon 1869 an den Verleger Julius Jenkner verkaufte.

## Werke (Auswahl)
Druck im Verlag des Franz Pompejus bzw. von seinen Erben in Glatz
- Gott ist meine Huelfe, mein Vertrauen, nach 1790
- Die Verstaendig- und vorsichtige Braut: das ist nothwendige Unterweisung, wie eine Tugenndblebende Jungfrau... sich vorsichtig und behutsam verhalten soll, nach 1790
- Heilsame Betrachtung oder Litaney von dem bittern Leiden und Sterben unsers Herrn Jesu Chrsti [!] ..., nach 1790
- Der ehrbare Braeutigam in Ehren, das ist wahrer Unterricht, wie jene Junggesellen... behutsam handeln... sollen ..., nach 1790
- Nicolaus Schreiber: Das Leiden unsers Herrn Jesu Christi in homiletische Reden auf drey Jahre eingetheilet und vorgetragen – Jahr 1-3, 1792
- Der mittlere Baumgarten im grossen Druck enthaelt sehr kraeftige und anmuethige Morgen-, Abend-, Mass-, Vesper-, Beicht- und Communiongebethe, wie auch zu dem hochwuerdigsten Sakrament des Altars und der allerheiligsten Dreyfaltigkeit, zu der Mutter Gottes und den Heiligen, zu dem heil. Antonio von Padua ...
- J. R. von Reden: Predigt am Schlussabende des 1793ten Jahres, 1793
- Der neugepflantzte Myrrhen-Garten des bittern Leidens, darinnen die kraeftigsten auf das Leiden Christi gerichteten Morgen-Abend-Mess-Vesper-Beicht- und Communiongebethe... begriffen sind. Jetzt aber von neuem... uberlesen und verbessert..., 1793
- Kurze Beschreibung des wunderthaetigen Gnadenbildes Mariae in Warta ...
- Ignatz Mertian: Sonntags-Abende – Jg. 1: Ein Erbauungsbuch fuer katholische Christen, ca. 1799
- Pisně pautnické Nawsstěwowánj Kaplich V Milostiwého Obrazu Marye Panny w Wambeřicych ... od w Pánu zesnuleho Pána Danihele Pascasia z Osterberku založené, a wystawené sauce : k Wraucnému rozgimánj přehořkého Vmučenj, smrti Krysta Gežjsse ...., 1799 (tschechisch) [W Glaczku, Wytisstěno u Frantisska Pompejusa] 1799[1][2]
- Anton Alexander Magni: Zauber der Erinnerung: Ihrer Majestaet der allerdurchlauchtigsten... Luise, regierenden Koenigin von Preussen... gewidmet
- Marianische Herzensandacht, welche vor einer... Gnaden-Bildniss der... Himmelskoenigin Maria, von denen frommen... Wallfahrtern soll verrichtet werden ..., 1800
- Lebenslauf des achtzehnten Jahrhunderts. – Supplementband, ca. 1800
- Lebenslauf des achtzehnten Jahrhunderts. – Zweyter Band. Woche 1–52, ca. 1800
- Die denkwürdigsten Jahrstage Schlesiens, 1802–1804
- Die denkwürdigsten Jahrstage Schlesiens; mit 4 Kupfern. – 1803
- Thomas F. Tiede: Die denkwürdigsten Jahrstage Schlesiens; mit 6 Kupfern., 1804
- Glätzische Miscellen, 1812[3]
- Der Feldzug von 1813 bis zum Waffenstillstand, 1813